# Urbanistica rinascimentale
L'urbanistica rinascimentale  è lo studio delle trasformazioni urbane realizzate durante il Rinascimento, tra XV e XVI secolo, e delle trattazioni teoriche relative alla città elaborate in tale periodo.

## Le teorie della città ideale

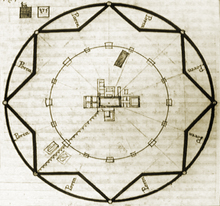
Sforzinda

Un tratto nuovo ed essenziale dell'architettura rinascimentale fu l'elaborazione teorica circa la forma da dare alla città. Tali riflessioni, espresse in scritti, schemi e trattati, sono genericamente riassunti sotto la definizione di "città ideale" e identificate nello schema radiale a simmetria centrale in rapporto con le ricerche sulla pianta centrale che, con le conseguenti simbologie, caratterizza le esperienze architettoniche più avanzate tra XV e XVI secolo.
L'idea di dare alla città una forma ordinata e razionale, facendone un simbolo della concezione artistica e filosofica di tutto il Rinascimento, maturò lentamente nelle opere dei trattatisti del XV secolo, a partire da Leon Battista Alberti.
Il primo a dare uno schema geometrico rigoroso per una città utopica e fantastica fu Filarete che, nel suo trattato, disegna la pianta di Sforzinda, con uno schema di tipo radiale che caratterizzerà tutte le teorizzazioni successive. Tuttavia in Sforzinda la scala dimensionale della città è enorme rispetto alle città dell'epoca e non consente a Filarete una chiara definizione degli spazi urbani e del tessuto edilizio per il quale non da alcuna indicazione, forse non riuscendo a conciliare la struttura radiale delle principali strade con la maglia ortogonale implicita della rappresentazione del centro della città.
Francesco di Giorgio Martini propone un repertorio di forme  simmetriche e rigorose, combinando impianti radiocentrici ed a scacchiera e tenendo conto delle nuove esigenze di difesa bastionata dalle artiglierie. Fu proprio l'evoluzione delle tecniche di fortificazione "alla moderna", dovuta all'introduzione, a partire dal Quattrocento, delle armi da fuoco, che darà, all'idea rinascimentale di città radiocentrica, la possibilità di materializzarsi in concrete realizzazioni.
Dopo di lui anche Sebastiano Serlio, Andrea Palladio e Vincenzo Scamozzi affrontano il tema della città definita geometricamente e perfetta nella sua forma centrale.

## Le realizzazioni

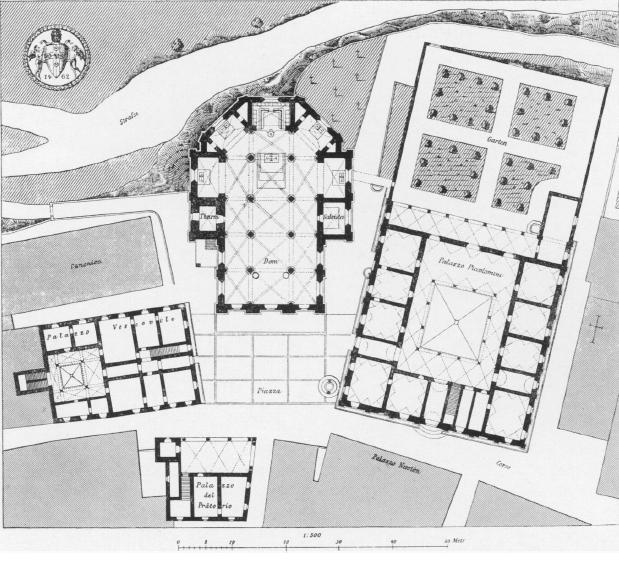
Pienza

Le realizzazioni urbane tra XV e XVI secolo furono invece abbastanza lontane dagli schemi teorici, anche se ugualmente caratterizzate dalla volontà di determinare i rapporti spaziali mediante la geometria.
Nelle concrete realizzazioni emerge, prima in Italia e poi in Europa, la necessità di vie più larghe e spazi pubblici regolari e la ricerca di simmetria e di decoro urbano. Il "carattere di regolarità" è ricorrente anche nelle norme urbanistiche degli statuti cittadini quattrocenteschi.
Numerosi sono gli interventi di rettificazione e ampliamento delle strade esistenti (a Roma per via della Lungara, via Giulia, via del Corso, via del Babuino, via di Ripetta) e la realizzazione di nuovi spazi pubblici o la regolarizzazione geometrica di quelli esistenti. Contemporaneamente migliorano gli standard funzionali ed igienici della città con la realizzazione di acquedotti e canali e la realizzazione di pavimentazioni lapidee per le strade.
Tali caratteri sono legati anche ad esigenze rappresentative ed al diffuso e progressivo accentramento di potere nella figura del "Signore", committente e mecenate, che determina anche la definizione anche urbanistica della "sua" città. Nascono anche i "ghetti" quartieri differenziati  per gli ebrei.
La struttura urbana si arricchisce anche di nuove tipologie edilizie, ed in particolare dei palazzi signorili, ma anche degli ospedali.
La nuova concezione degli spazi pubblici può essere esemplificato nella realizzazione di nuove piazze caratterizzate, generalmente, da un disegno unitario, da intenti prospetti e da simmetria. Si ricordano per esempio la piazza della Santissima Annunziata a Firenze e la piazza Ducale di Vigevano.
Le esperienze complesse più studiate sono l'intervento di trasformazione di Pienza, attuata da Bernardo Rossellino  e l'ampliamento di Ferrara (1492) di Biagio Rossetti che propone strade ampie in contrasto con la tradizione medievale.

## Le città di fondazione

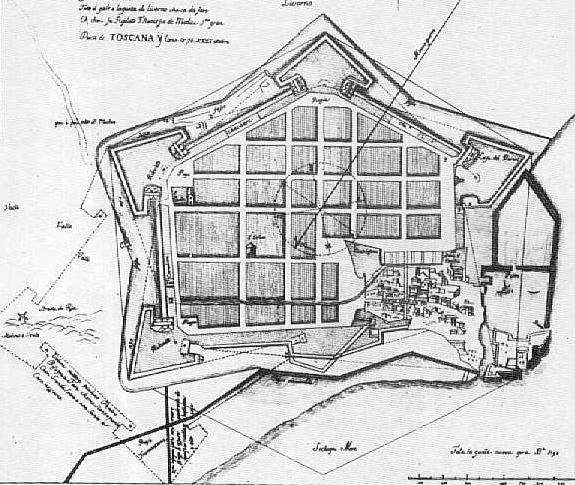
Le mura pentagonali di Livorno

Le città di fondazioni del periodo rinascimentale sono pochissime  e realizzate a partire dalla seconda metà del XVI secolo, soprattutto per motivi difensivi.
Tra le realizzazioni del XVI secolo alcune di esse ricorrono al tradizionale schema ortogonale, senza ricorrere a forme centralizzate: Terra del Sole, voluta dal Granduca di Toscana Cosimo I de Medici, Cortemaggiore, Gattinara, Acaya e Carlentini. Altre come Guastalla e soprattutto Sabbioneta, edificata alla fine del XVI secolo per volere di Vespasiano Gonzaga conciliano un tracciato basato su assi ortogonali con un perimetro poligonale.
Infatti la ricerca teorica circa la forma della città, sull'esempio di Francesco di Giorgio Martini, si orientò rapidamente verso la definizione geometrica della forma urbana affidata al perimetro fortificato che a sua volta seguendo le ricerche della cosiddetta fortificazione alla moderna, diventò poligonale, verso forme sempre più complesse fino alla configurazione stellata. L'ideale geometrico ed utopico della città rinascimentale si trapiantò nella tecnica delle fortificazioni, sopravvivendo così come forma e non come immagine simbolica, al contatto di precise esigenze funzionali. Molti degli schemi prodotti, per esempio da Pietro Cataneo, rappresentano un tentativo di conciliare uno schema radiocentrico con uno ortogonale, sulle orme di Francesco di Giorgio Martini.
Anche se su un nucleo preesistente, anche la città di Livorno si può ritenere una fondazione rinascimentale partecipe dei caratteri delle realizzazioni di fine XVI secolo in cui il perimetro difensivo poligonale determina la forma della città che all'interno presentà però tracciati ortogonali.
Numerose sono anche le realizzazioni di nuove cinti murarie, munite di bastioni e di forma poligonale, a difesa di città esistenti.

Palmanova, Patrimonio UNESCO

Fuori dall'Italia si possono citare le realizzazioni di Vitry-le-François (1544), Phalsbourg (1570), Freudenstadt (1599), Lixheim (1606). Alcune di esse rappresentano uno schema alternativo a quello poligonale, basato sul quadrato con una piazza al centro e due assi ortogonali che risente della descrizione del castrum fatta da Vitruvio e dalle ricerche di Durer sulla "città quadrata".
L'unica città realizzata sul finire del XVI secolo, con un chiaro schema radiocentrico, fu Palmanova costruita  dalla Repubblica Veneziana, il cui disegno geometrico fu replicato dopo alcuni decenni a Coevorden nei Paesi Bassi.

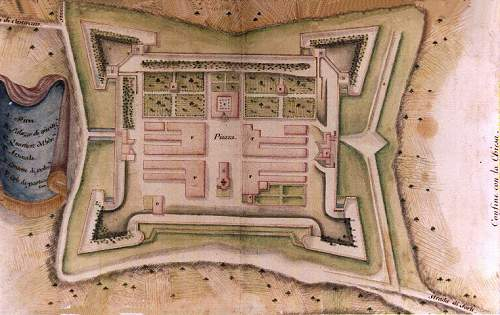
Terra del Sole, pianta della città fortezza medicea
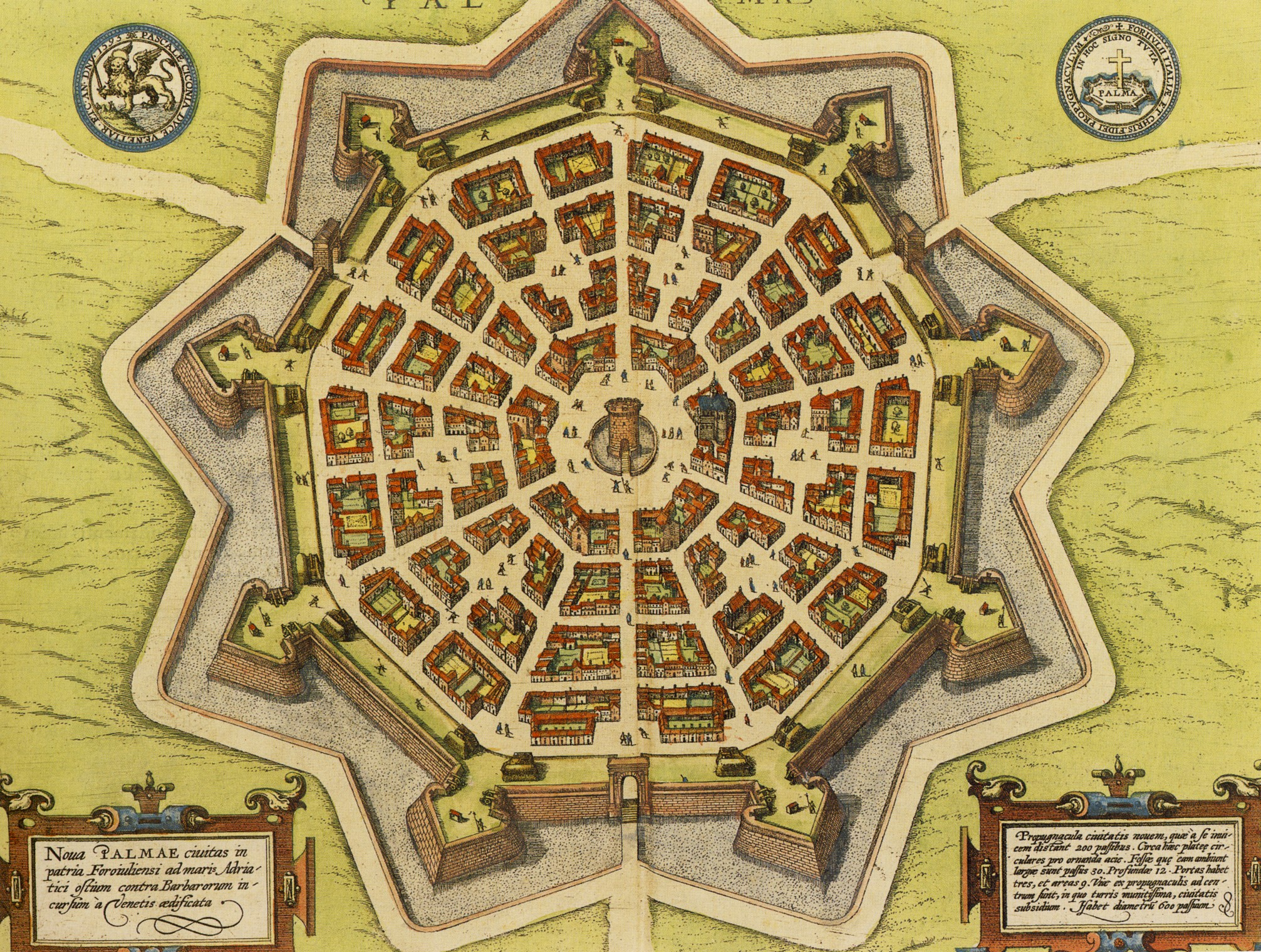
Palmanova, intorno al 1600
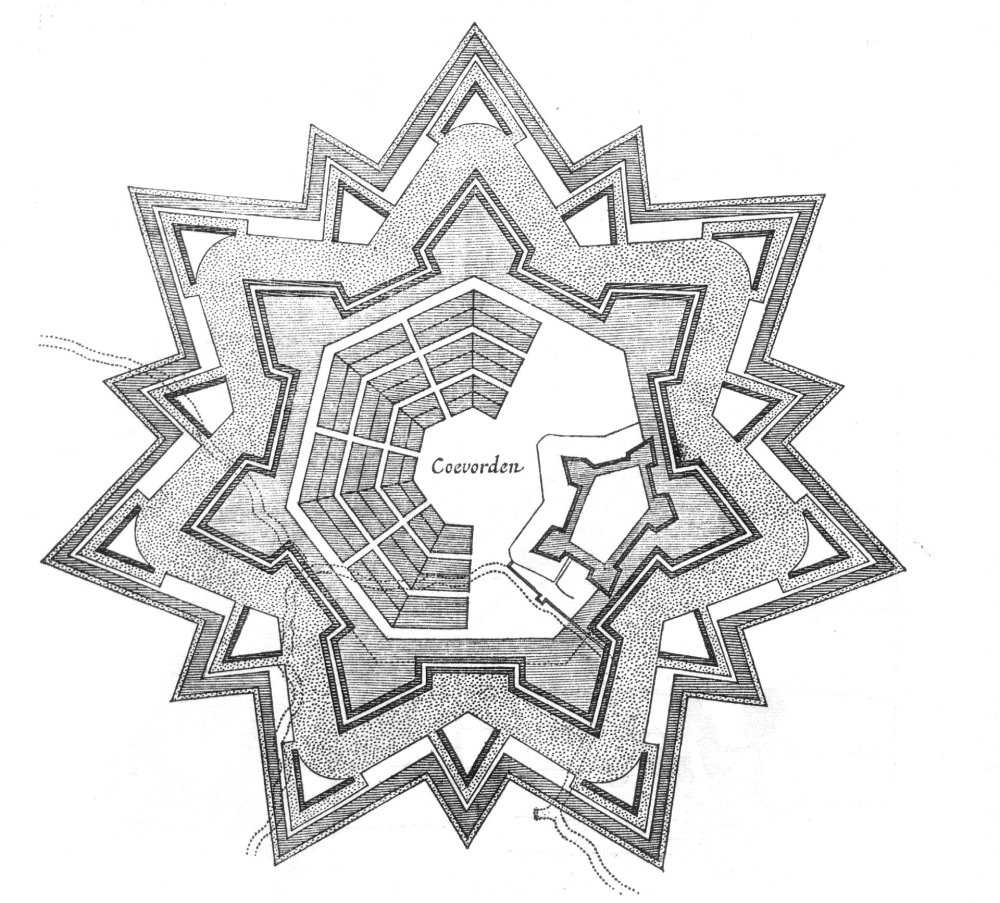
Coevorden
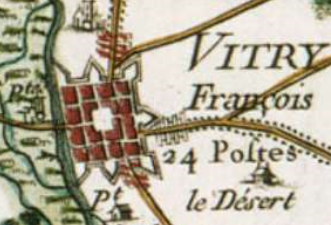
Vitry-le-François
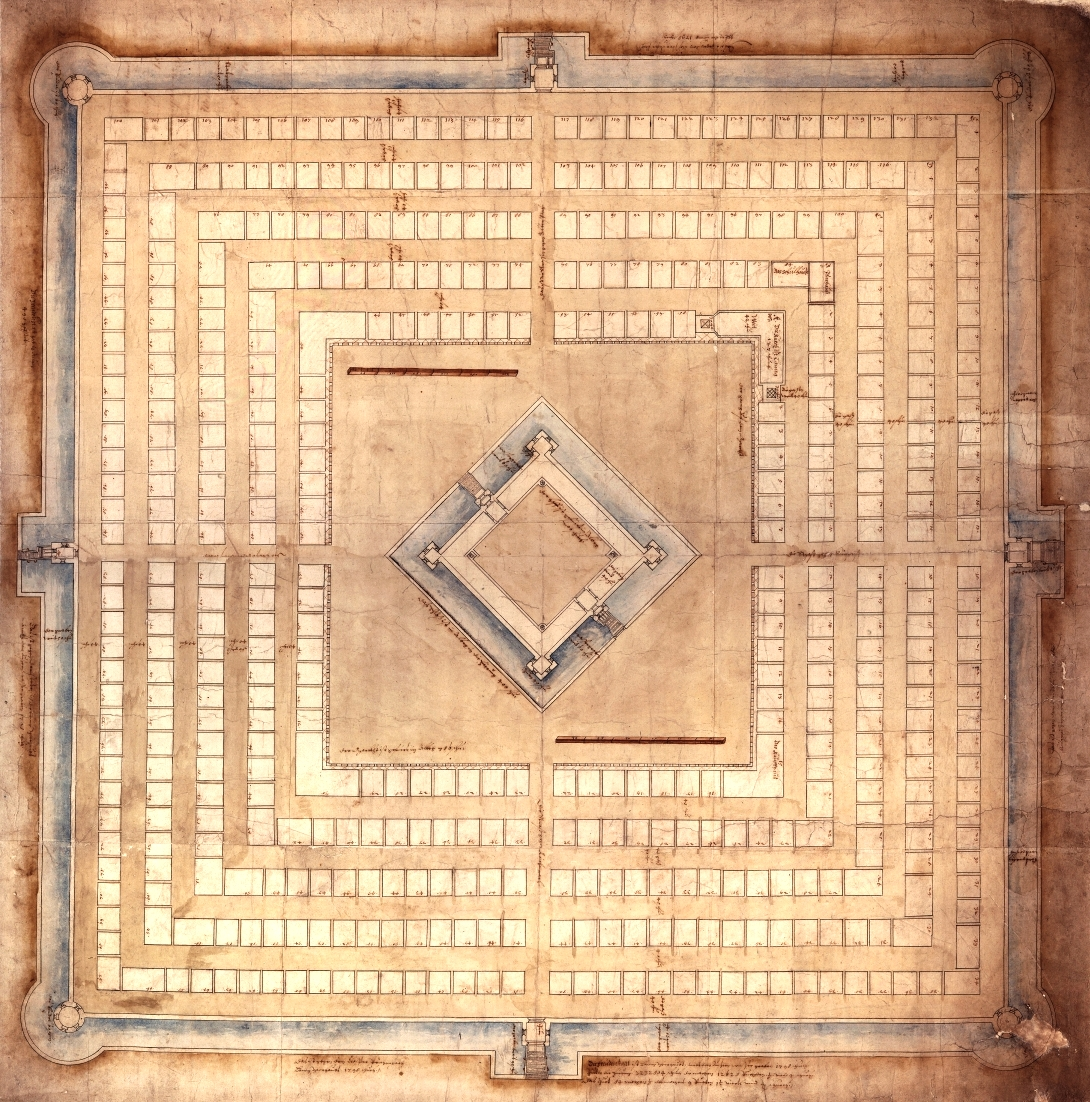
Freudenstadt, dal 1599

## Gli utopisti
Parallelamente all'opera degli architetti trattatisti, la città ideale in cui la conformazione geometrica è espressione della perfezione dell'organizzazione sociale è oggetto dell'elaborazione di numerosi pensatori utopici. In particolar modo devono essere ricordate le opere di Tommaso Moro (Utopia) e  Tommaso Campanella (La città del sole)

## Realizzazioni post rinascimentali

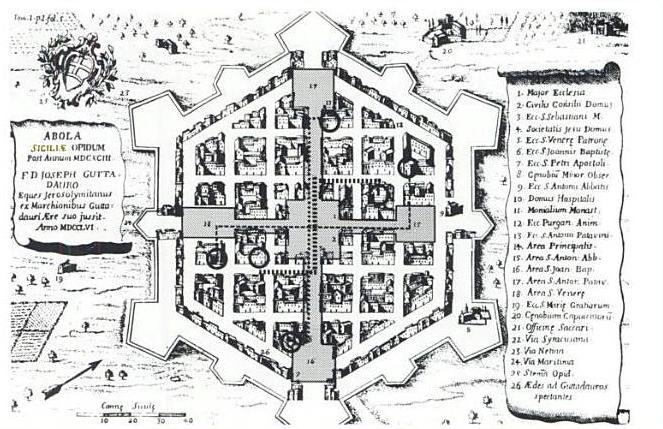
Pianta di Avola

Il modello radiocentrico della "città ideale" elaborato, a partire dal XV secolo, dai trattatisti rinascimentali, ebbe dunque poche applicazioni durante il XVI secolo. Tuttavia sopravvisse nella trattatistica, anche a causa della coincidenza con le forme stellate delle cinte murarie a cui era giunta l'elaborazione della fortificazione alla moderna. Quindi, nel XVII e XVIII secolo, sorsero centri urbani in cui la forma poligonale delle fortificazioni, si accompagnava ad uno schema geometrico dell'organizzazione urbana, di tipo ortogonale ma anche di tipo radiocentrico.
Questa coincidenza tra la ricerca di forme adatte alla fortificazione e quella relativa alla forma dell'insediamento trova un punto conclusivo nell'opera di Vauban come la nuova città fortificata Neuf Brisach, dalla forma stellata.
Oltre che ad esigenze di fortificazioni, nuovi centri urbani nacquero, nel XVII, per diverse cause, ma quasi sempre utilizzando lo schema a scacchiera o comunque prevalentemente ortogonale:

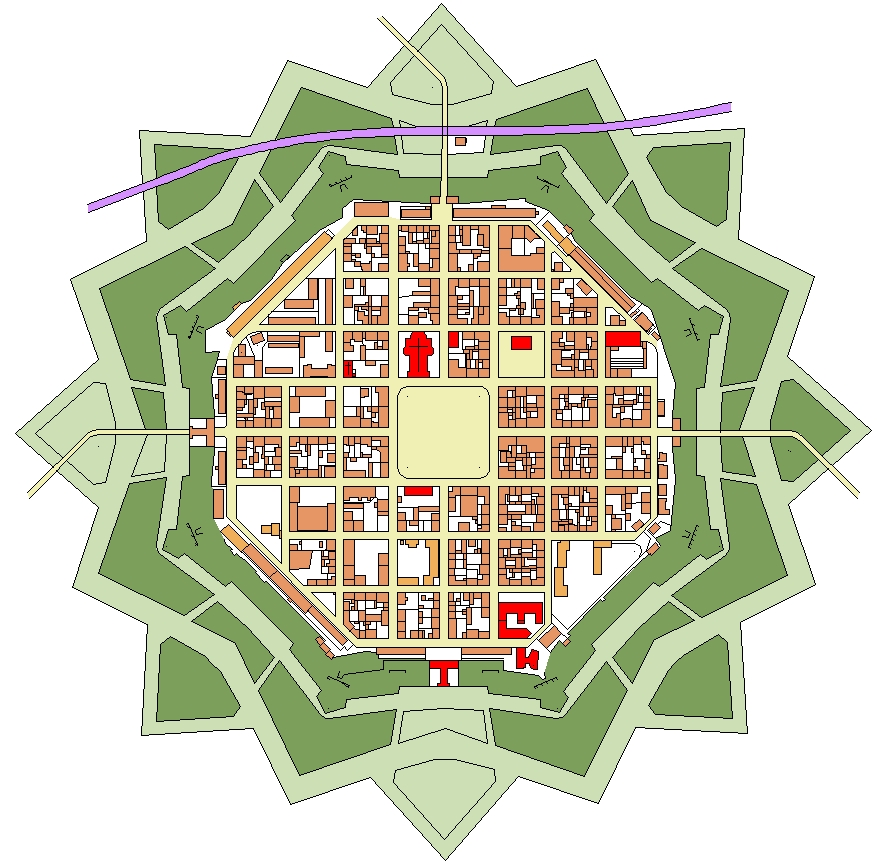
Pianta di Neuf Brisach

- per ripopolare aree di latifondo come molte decine di insediamenti realizzati in Sicilia dalla fine del XVI secolo, tra cui Vittoria, Leonforte, Barrafranca, Niscemi, Riesi, Valguarnera, Cattolica)
- come ricostruzione a seguito di terremoti:  tra questi Cerreto Sannita e le città di fondazione si ebbe in Sicilia, all'indomani del tragico terremoto del 1693 che distrusse Noto e gli altri centri del Val di Noto. Quelle più interessanti furono Avola progettata da Angelo Italia e Grammichele il cui disegno è attribuito a Carlos de Grunembergh i cui schemi urbanistici, di forma esagonale, sono desumibili dal trattato rinascimentale di architettura militare allora più conosciuto: I Quattro Primi Libri di Architettura di Pietro Cataneo.[3]
- iniziative di fondazione di stampo neofeudale, in Italia (Santo Stefano di Camastra, XVII secolo), così come in Francia (Henrichemont, Richelieu, Charleville nel XVII secolo).